# Sounds from Boston Waltzes
Sounds from Boston Waltzes är en vals utan opustal av Johann Strauss den yngre. Ort och datum för första framförandet är okänt.

## Historia
Med ett gage på 100 000 dollar lockades Johann Strauss att göra den långa resan till USA. Tillsammans med sin hustru Jetty anlände han till Hoboken utanför New York den 15 juni 1872. I Boston hade det anordnats ett stort fredsjubileum och en internationell musikfestival. Evenemangen ägde rum i Back-Bay distriktet i en lokal kallad Coliseum, som vid den tiden var den största byggnaden i Amerika med över 50 000 sittplatser. Under sin tid i Boston dirigerade Strauss sexton konserter och två baler. En vecka innan Strauss anlände till Boston rapporterade tidningen Boston Post (7 juni 1872): "Strauss kommer att komponera ett stort potpurri av utdrag från sina bästa verk, som han kommer kalla 'Sounds of Boston'". Av någon anledning framfördes aldrig Sounds of Boston vid någon konsert under jubileet. Dock publicerades det som 'Sounds from Boston' av förlaget "White, Smith & Perry" i tre separata utgåvor: piano, salongsorkester och stor orkester. Klaverutdraget registrerades vid USA:s kongressbibliotek 1872 men valsen gavs aldrig ut i Wien.
Dann Chamberlin och Norman Godel, två amerikanska medlemmar av det brittiska "The Johann Strauss Society of Great Britain", lyckades lokalisera orkesternoterna vid "New England Conservatory of Music" i Boston. Senare fann Chamberlain även klaverutdraget i "Arthur Fiedler Collection" vid Bostons universitet. Musikforskaren Jerome D. Cohen hade länge misstänkt att någon utomstående varit inblandad i tillkomsten av valsens arrangemang. Efter att ha undersökt noterna slogs han av "partiturets förfining" som starkt påminde om "den transparens du finner i en äkta Straussorkestrering". Cohen övergav idén att orkestrera om verket och valde endast att rätta till några småfel i "White, Smith & Perrys" orkesterutgåva. Det tematiska materialet i valsen bygger på följande Straussvalser:
- Inledning — tema 1A från Wahlstimmen  op. 250 - 8 takter från inledningen till Johann Strauss den äldres vals Deutsche Lust op. 127
- Vals 1A — tema 1A från Juristenball-Tänze op. 177
- Vals 1B — tema 54 från Juristenball-Tänze op. 177
- Vals 2A — tema 3A från Bürgersinn  op. 295
- Vals 2B — tema 1B från Rhadamantus-Klänge op. 94
- Vals 3A — tema 3B från Myrthen-Kränze op. 154
- Vals 3B — tema 2B från Rhadamantus-Klänge op. 94
- Vals 4A — tema 4A från Spiralen op. 209
- Vals 4B — tema 4A från Feenmärchen op. 312
- Vals 5A — tema 1A från Lebenswecker op. 232
- Vals 5B — tema 1b från Lebenswecker op. 232

- Coda (slutet) — 32 takter från codan till Rhadamantus-Klänge op. 94 - tema 3B från Myrthen-Kränze op. 154 - 68 takter från codan till Juristenball-Tänze op. 177

Att Strauss valde att ta med en av faderns valser får antagligen ses som en humoristisk vinkning till USA från Wien. De återstående melodierna i Sounds from Boston Waltzes härstammar alla från tiden 1851 till 1866. Ett ovanligt grepp i valsen är det faktum att den består av fem valsdelar, en standardform som Strauss hade anammat första gången 1870 i valsen Freuet euch des Lebens (op. 340).
"White, Smith & Perrys" första klaverutdrag hade den alternativa, tyska titeln Geschichten aus dem Boston och den var tillägnad "Napier Lothian, Boston, U.S.A.". Lothian var musikdirektör för Boston Theatre vid tiden för Strauss besök. Vid en konsert den 22 juni 1872, som Strauss och hans hustru besökte, framförde Lothian Strauss världsberömda vals An der schönen blauen Donau (op. 314). Tidningen "The Boston Daily Evening Transcript" rapporterade att "Strauss hyllade Mr Napier Lothian och sa att han aldrig tidigare sett någon dirigera hans valser med sådan precision. Han prisade även den fina orkestern vid Boston Theatre". Det verkar troligt att Sounds from Boston Waltzes publicerades kort tid efter denna händelse. Lothians hustru undervisade i många år vid "New England Conservatory of Music", och 101 verk av bröderna Strauss återfinns idag i konservatoriets " "Napier Lothian Theater Orchestra Collection", en gång Lothians privata arkiv.
Om man ska tro en artikel i "New York Sun" den 13 juli 1872 hade Strauss inte mycket till över för Boston eller dess invånare. Som svar på reporterns fråga "Vad tycker du om Boston?", svarade Strauss (odiplomatiskt): "Jag tycker inte om Boston. Boston är puritanskt, dumt, tråkigt. Det är inget liv på gatorna. Det finns inget utrymme för elegans eller lyx. Kvinnorna är alldagliga och de klär sig inte vackert. Jag gillar inte Boston. Men jag är helt betagen i New York [mit New York bin ich ganz entzückt]". Reportern för "New York Sun" kan ha varit ute för att sätta dit konkurrenttidningarna i Boston. Ett tidningskrig rådde mellan Boston och New York och de sparade inte på krutet. "The New York World" (19 juni 1872) nedvärderade Strauss som "den lille hopjerkan, direkt från de syndiga salongerna i Wien" och avfärdade hans musik som "publikfriande klyschor". "Boston Globe" (21 juni 1872) svarade med att "New York är bara att beklaga" och "Jubilee Days" liknande kritikerna i New York vid "en skock åsnor".

### Strauss "amerikanska" valser
- Walzer-Bouquet No 1 (Fram till slutet identisk med Manhattan-Waltzes)
- Jubilee-Waltz
- Strauss' Autograph Waltzes *
- Strauss' Engagement Waltzes *
- Strauss' Centennial Waltzes *
- Strauss' Enchantement Waltz *
- Colliseum Waltzes *
- Farewell to America Waltz *
- Greeting to America Waltz *
- New York Herald Waltz
- Sounds from Boston Waltzes *
- Manhattan-Waltzes (Fram till slutet identisk med Walzer-Bouquet No 1)
- *= Upphovsmannaskap av Strauss är tveksamt.

## Om verket
Speltiden är ca 11 minuter och 34 sekunder plus minus några sekunder beroende på dirigentens musikaliska tolkning.